# Шеломово (Московская область)
Шеломо́во — деревня в сельском поселении Клементьевское Можайского района Московской области. До реформы 2006 года относилась к Павлищевскому сельскому округу. Численность постоянного населения по Всероссийской переписи 2010 года — 10 человек.
Деревня расположена на северо-востоке района, примерно в 8 км к северу от Можайска, у истоков впадающего справа в реку Искона безымянного ручья, высота над уровнем моря 172 м. Ближайшие населённые пункты — Бурцево на северо-западе, Пуршево на севере, Шишиморово на востоке и Сергово на юге.